# Férfi 4 × 7,5 km-es biatlonváltó az 1988. évi téli olimpiai játékokon
Az 1988. évi téli olimpiai játékokon a biatlon férfi 4 × 7,5 km-es váltó versenyszámát február 26-án rendezték Canmore-ban. Az aranyérmet a szovjet váltó nyerte. Magyar csapat nem vett részt a versenyen.

## Végeredmény
A csapatok tagjainak mindkét sorozatban 8 lövési kísérlete volt az 5 célpontra. Minden hibás találat után 150 méter büntetőkört kellett megtennie a hibázó versenyzőnek. Az időeredmények másodpercben értendők. A lövőhibák a hibás találatok számát mutatják.
| Helyezés | Csapat                                                                                           | Idő                                       | Lövőhiba          |
| -------- | ------------------------------------------------------------------------------------------------ | ----------------------------------------- | ----------------- |
| Arany    | Szovjetunió (URS) · Dmitrij Vasziljev · Szergej Csepikov · Aljakszandr Papov · Valerij Medvedcev | 1:22:30,0 21:04,3 20:12,0 20:35,1 20:38,6 | 0 0+0             |
| Ezüst    | NSZK (FRG) · Ernst Reiter · Stefan Höck · Peter Angerer · Fritz Fischer                          | 1:23:37,4 21:05,7 21:18,0 20:33,9 20:39,8 | 0 0+0             |
| Bronz    | Olaszország (ITA) · Werner Kiem · Gottlieb Taschler · Johann Passler · Andreas Zingerle          | 1:23:51,5 20:57,9 21:31,1 20:38,6 20:43,9 | 0 0+0             |
| 4.       | Ausztria (AUT) · Anton Lengauer-Stockner · Bruno Hofstätter · Franz Schuler · Alfred Eder        | 1:24:17,6 20:55,6 21:20,5 21:15,1 20:46,4 | 0 0+0             |
| 5.       | NDK (GDR) · Jürgen Wirth · Frank-Peter Roetsch · Matthias Jacob · André Sehmisch                 | 1:24:28,4 22:51,8 20:20,9 20:29,1 20:46,6 | 3 3+0 0+0         |
| 6.       | Norvégia (NOR) · Geir Einang · Frode Løberg · Gisle Fenne · Eirik Kvalfoss                       | 1:25:57,0 21:58,6 21:46,4 20:59,9 21:12,1 | 0 0+0             |
| 7.       | Svédország (SWE) · Peter Sjödén · Mikael Löfgren · Roger Westling · Leif Andersson               | 1:29:11,9 22:18,3 21:25,0 23:40,2 21:48,4 | 3 0+0 0+3 0+0     |
| 8.       | Bulgária (BUL) · Vaszil Bozsilov · Vladimir Velicskov · Kraszimir Videnov · Hriszto Vodenicsarov | 1:29:24,9 22:14,7 20:58,8 23:28,2 22:43,2 | 7 1+0 0+0 4+0 0+2 |
| 9.       | Egyesült Államok (USA) · Lyle Nelson · Curt Schreiner · Darin Binning · Josh Thompson            | 1:29:33,0 22:43,3 21:39,7 22:17,3 22:52,7 | 2 1+0 0+0 1+0     |
| 10.      | Franciaország (FRA) · Éric Claudon · Jean-Paul Giachino · Hervé Flandin · Francis Mougel         | 1:30:22,8 21:58,1 23:58,2 21:26,8 22:59,7 | 6 0+0 4+0 0+0 0+2 |
| 11.      | Csehszlovákia (TCH) · Jiří Holubec · František Chládek · Tomáš Kos · Jan Matouš                  | 1:30:48,8 21:53,2 23:52,7 23:32,2 21:30,7 | 3 0+0 3+0 0+0     |
| 12.      | Finnország (FIN) · Juha Tella · Antero Lähde · Arto Jääskeläinen · Tapio Piipponen               | 1:30:54,4 23:33,0 22:54,1 22:46,5 21:40,8 | 5 3+0 0+2 0+0     |
| 13.      | Nagy-Britannia (GBR) · Mike Dixon · Mark Langin · Carl Davies · Trevor King                      | 1:31:44,6 21:35,6 21:55,5 23:31,5 24:42,0 | 5 0+0 0+1 0+4     |
| 14.      | Japán (JPN) · Nakamura Tadasi · Kodate Miszao · Takizava Akihiro · Szató Kóicsi                  | 1:32:52,4 23:26,6 21:46,9 25:15,1 22:23,8 | 6 2+1 1+0 2+0 0+0 |
| 15.      | Kanada (CAN) · Charles Plamondon · Glenn Rupertus · Ken Karpoff · Jamie Kallio                   | 1:33:37,0 24:48,4 22:52,4 22:29,6 23:26,6 | 4 1+2 1+0 0+0     |
| 16.      | Dél-Korea (KOR) · Hong Pjongszik · Csu Jongde · Kim Jongun · Szin Jongszon                       | 1:51:42,7 26:42,0 26:38,9 29:43,4 28:38,4 | 7 0+1 2+1 0+2 1+0 |